# Hemiapterus
Hemiapterus is een geslacht van halfvleugeligen uit de familie Aphrophoridae. De wetenschappelijke naam van dit geslacht is voor het eerst geldig gepubliceerd in 1904 door Jacobi.

## Soorten
Het geslacht Hemiapterus  is monotypisch en omvat slechts de volgende soort:
- Hemiapterus decurtatus Jacobi, 1904